# Lucknow Challenger 1999
Il Lucknow Challenger 1999 è stato un torneo di tennis facente parte della categoria ATP Challenger Series nell'ambito dell'ATP Challenger Series 1999. Il torneo si è giocato a Lucknow in India dall'8 al 13 febbraio 1999 su campi in erba.

## Vincitori

### Singolare
Tuomas Ketola ha battuto in finale  Mosè Navarra con il punteggio di 6–3, 6–4

### Doppio
Nuno Marques /  Tom Vanhoudt hanno battuto in finale  Marcos Ondruska /  Andrew Richardson con il punteggio di 6–4, 5–7, 6–1